# Posavski Podgajci
Posavski Podgajci is een plaats in de gemeente Drenovci in de Kroatische provincie Vukovar-Srijem. De plaats telt 1.568 inwoners (2001).